# Nerocila excisa
Nerocila excisa är en kräftdjursart som först beskrevs av Richardson 1914.  Nerocila excisa ingår i släktet Nerocila och familjen Cymothoidae. Inga underarter finns listade i Catalogue of Life.